# Sascha Trkulja
Sascha Trkulja (* 27. Jänner 1982) ist ein ehemaliger österreichischer Fußballspieler und nunmehriger -trainer.

## Karriere

### Als Spieler
Trkulja begann seine Karriere beim SC Markersdorf. Zur Saison 1993/94 wechselte er zum VSE St. Pölten. Wo er von 1994 bis 1996 spielte, ist nicht bekannt. Zur Saison 1996/97 kam er ins SPI Hollabrunn. Im März 1997 schloss er sich dem SV Stockerau an. Zur Saison 1997/98 kam er in die Akademie des FK Austria Wien.
Zur Saison 2000/01 wechselte Trkulja zum Zweitligisten BSV Bad Bleiberg. Sein Debüt in der zweiten Liga gab er im August 2000, als er am achten Spieltag jener Saison gegen den SC Untersiebenbrunn in der 83. Minute für Philipp Schwarz eingewechselt wurde. In der Saison 2000/01 kam er zu zwölf Zweitligaeinsätzen für die Kärntner. Nach nur einem Einsatz in der Saison 2001/02 wechselte er im Jänner 2002 zum Ligakonkurrenten FC Lustenau 07. Im Mai 2002 erzielte er bei einer 4:3-Niederlage gegen den ASKÖ Pasching seine ersten beiden Tore in der zweithöchsten Spielklasse. Für die Lustenauer absolvierte er zwölf Spiele.
Zur Saison 2002/03 kehrte er nach Bad Bleiberg zurück, wo er zu weiteren 13 Einsätzen kam. Im Jänner 2003 wechselte er zum Regionalligisten SV Spittal/Drau. Im Jänner 2004 schloss er sich dem Ligakonkurrenten SC Schwanenstadt an. Im Jänner 2005 kehrte er schließlich nach Niederösterreich zurück und wechselte zum ebenfalls drittklassigen SV Würmla. Im Jänner 2006 wechselte er innerhalb Niederösterreichs zum Ligakonkurrenten FC Waidhofen/Ybbs. Zur Saison 2007/08 wechselte er zum Ligakonkurrenten SC Zwettl.
Zur Saison 2008/09 wechselte Trkulja zum oberösterreichischen Regionalligisten Union St. Florian. Für St. Florian absolvierte er 24 Spiele in der Regionalliga und erzielte dabei fünf Tore. Zur Saison 2009/10 wechselte er zum niederösterreichischen Landesligisten SKU Amstetten. Für die Amstettner machte er 24 Spiele in der Landesliga. Zur Saison 2010/11 schloss er sich dem fünftklassigen SV Absdorf an. In der 2. Landesliga spielte er 17 Mal für Absdorf und erzielte dabei sieben Tore. Nach einer Spielzeit in Absdorf wechselte er zur Saison 2011/12 zum ebenfalls fünftklassigen SC Herzogenburg. Für diesen absolvierte er 13 Spiele in der 2. Landesliga. In der Winterpause verließ er Herzogenburg wieder. Nach eineinhalb Jahren ohne Verein wechselte Trkulja zur Saison 2013/14 zum sechstklassigen ASK Ybbs, für den er zwei Spiele in der Gebietsliga machte, ehe er im Jänner 2014 seine Karriere als Aktiver beendete.

### Als Trainer
Trkulja war ab der Saison 2013/14 neben seiner Tätigkeit als Spieler auch Co-Trainer von Stefan Kogler bei Ybbs. Zur Saison 2015/16 wechselte er mit Kogler zum viertklassigen Kremser SC. Im April 2016 trennte sich Krems von den beiden.